# Шарково
Шарково е село в Югоизточна България. То се намира в община Болярово, област Ямбол.

## География
Селото се намира в хълмист район, до западните склонове на Странджа. Около селото има дъбови гори и храсталаци.

## История
Според преданието Шарково е създадено от двама братя бояджии. По-големият се заселил в Голям Боялък (Голямо Шарково). Предполага се, че селото е възникнало преди 300-400 години. Част от населението му се погърчва, друга част през 1802 г. се установява в южна Украйна, където основава селото Голям Буялък, както и в някои села около Варна.
След тези преселвания до 1912 година селото се обитава от население, което говори гръцки език, но има български обичаи (т. нар. „кариоти“). Първите българи идват от Източна Тракия. Това са родовете Манджеви, Толамановци и Миховци. Тук се заселват и българи преселници от Мала Азия. След 1925 година идват заселници от Западна Тракия. Последните гърци напускат селото същата година след спогодбата Моллов - Кафандарис.
Част от по-възрастните жители са запазили специфичния си говор, който в някои отношения прилича на говорите в Югозападна България. Например, частицата за бъдеще време е „ке“ – „Ке одим“ (Ще ходим).
При избухването на Балканската война в 1912 година един жител на Голям Боялък е доброволец в Македоно-одринското опълчение.
Гърци, които са напуснали селото в Гърция се заселили в селата Кушанли (Ксилагани) и Хаджилар (Проскинитес) в Родопите, Драгомирци (Вафиохори) и Минощица (Моноспита), Македония и други. Потомци на гръцки граждани, често посещават селото, което е родното място на родителите си. Църквата Успение Богородично е построена през 1881 г.

## Имената на преселилите се в Русия през 1801 г. жители на Голям Буялък
- Тодор Бимбаш
- Иван Вълков
- Петрович Господин
- Никола Дихан
- Райко Ергиев
- Димитър Ергиев
- Кирю Жеко
- Иван Кою
- Иван Кирю
- Стоян Кирияз
- Яни Мавроди
- Димитър Михайлов
- Иван Михайлов
- Стойко Продан
- Михаил Петелкаки
- Яни Станко
- Дончо Стоян
- Иван Стоян
- Стойко Стоян
- Стоян Стойко
- Илчо Тодор

## Личности
Родени в Шарково
- Никандър Папайоану (1877 - 1966), гръцки андарт

Тук е роден доц. Иван Станчев. Доктор по управление в сферата на националната сигурност. Автор на книгите: „Оперативно-бойна подготовка“, „Организация и тактика за задържане на въоръжени извършители на престъпления“, „Тактически действия при високорискови ситуации“, „Специална полицейска тактика“. Преподавател в Академията на МВР.